# Pegomya clavellata
Pegomya clavellata este o specie de muște din genul Pegomya, familia Anthomyiidae, descrisă de Fan în anul 1982. Conform Catalogue of Life specia Pegomya clavellata nu are subspecii cunoscute.